# هگزاکلروسیکلوپنتادین
هگزاکلروسیکلوپنتادین (به انگلیسی: Hexachlorocyclopentadiene) یک ترکیب شیمیایی با شناسه پاب‌کم ۶۴۷۸ است. 